# Timidana
Timidana (łac. Diocesis Timidanensis) – stolica historycznej diecezji we Cesarstwie rzymskim w prowincji Mauretania Cezarensis, zlikwidowana w VII w. podczas ekspansji islamskiej, współcześnie w północnej Algierii. Obecnie katolickie biskupstwo tytularne. 

## Biskupi tytularni
| Lp. | Biskup            | Funkcja                         | Od              | Do               |
| --- | ----------------- | ------------------------------- | --------------- | ---------------- |
| 1   | Walter Schoenherr | biskup pomocniczy Detroit (USA) | 8 marca 1968    | 27 kwietnia 2007 |
| 2   | Arthur Kennedy    | biskup pomocniczy Bostonu (USA) | 30 czerwca 2010 |                  |